# Spermophora persica
Spermophora persica là một loài nhện trong họ Pholcidae. Loài này được phát hiện ở Iran.